# Pjerrot
 For alternative betydninger, se Pjerrot (flertydig). (Se også artikler, som begynder med Pjerrot)
Pjerrot eller Pierrot er en klovnefigur, der er omkring 500 år gammel. Han kommer oprindeligt fra Lilleasien, men fik en renæssance i Italien omkring 1500, hvor han optrådte i Commedia dell'arte. Navnet Pjerrot kommer af fransk Pierrot, diminutiv af navnet Pierre.
Pjerrot har oprindelse sammen med den hvide klovn i cirkus. Den hvide klovn er den ældste af alle klovne og kan spores tilbage gennem commedia dell'arte og middelalderlige hofnarrister til teatrene i det antikke Grækenland, hvor komiske skuespillere ofte malede deres ansigter hvide, så de bedre kunne ses. Den hvide klovn udviklede sig til to typer med forskellig fremtoning. Dels den elegante klovn, som kendes fra cirkus, og dels Pjerrot, der oprindeligt var møllersvend og derfor er farvet hvid af mel og i en hvid dragt med store knapper samt med ”sovsekande” som hat.

## Pjerrot i Danmark
Familien Price bragte ham til Danmark 18. juni 1800, hvor han optrådte om sommeren på Dyrehavsbakken. På Dyrehavsbakken skabtes en Pjerrot, der tryller for børnene, synger, spiller, spiser brændende blår og spyr ild.
Dyrehavsbakken fik hård konkurrence, da Tivoli åbnede i 1843 og overtog nogle af Dyrehavsbakkens mest kendte artister, bl.a. Niels Henrik Volkersen, der blev en populær Pjerrot, og Harald Hesse (1817-97), der i mange år spillede Harlekin i Tivolis pantomimer.
Pjerrot i Tivoli og Pjerrot på Bakken er forskellig i fremtoning og virkefelt. Pjerrot på Bakken taler som et vandfald, tryller og underholder børn. Pjerrot i Tivoli siger derimod ikke et ord, men han danser ballet. Inden for Københavns volde herskede skuespillerne, og de mente, at de havde monopol på teater, altså det talte ord. Det omgik gøglerne fra Bakken således, at når de optrådte inden for voldene, så var det ikke med ord, men med dans. Og da Tivoli blev skabt, fandt de der tillige et blivende sted der, nemlig Pantomimeteatret.
I dag findes figuren Pjerrot på Dyrehavsbakken, Tivoli Friheden i Århus og i Tivoli i København. Sidstnævnte optræder kun i pantomime, mens de andre bl.a. optræder med Mester Jakel-dukketeater og tryllekunster.

## Danske Pjerrot
Denne liste er ufuldstændig; hjælp gerne med at udfylde den.

### Dyrehavsbakken
| Fra  | Til  | Pjerrot                     |
|      | 1826 | Giuseppe Casorti            |
| 1826 | 1842 | Adolph Price                |
| 1843 | 1893 | Niels Henrik Volkersen      |
| 1894 | 1900 | Christian August Jørgensen  |
| 1901 |      | ?                           |
| 1930 | 1956 | Ludvig Schack               |
| 1957 | 1962 | William Gervasius Rasmussen |
| 1963 | 1983 | Erico Lund                  |
| 1984 | 1996 | Ib Groth Rasmussen          |
| 1997 | 2019 | Kurt Flemming               |
| 2020 |      | Morten Eisner               |

### Tivoli Friheden,Århus
| Fra  | Til  | Pjerrot             |
| 198? | 1991 | Leif Bach           |
| 1996 | 2022 | Hasse Hjort         |
| 2022 |      | Kim Kenneth Nilsson |

### Tivoli,København
| Fra  | Til  | Pjerrot                       |
| 1843 | 1893 | Niels Henrik Volkersen        |
|      |      | Johan Busholm (lejlighedsvis) |
| 1882 |      | Peter Busholm                 |
| 1904 | 1919 | Otto Christian Hingsberg      |
| 1905 | ?    | Carl Petersen                 |
| 1938 | 1963 | Carl Johan Hviid              |
|      |      | Miskow Makwarth               |
|      |      | Arne Melchert                 |
| 1964 | 1975 | Knud Hilding                  |
| 1976 | 1993 | Bernhard Brasso               |
| 2006 |      | Allan Clausen                 |
|      |      | Morten Eisner                 |
|      |      | Morten Hansen                 |
| 1993 | 2017 | Kurt Bendtsen                 |
| 2017 |      | ?                             |

## Pjerrots sminke
Som erfaren Pjerrot kunne Knud Hilding lægge sminken på 17 minutter - i begyndelsen tog det ham mindst en time. Først sættes monduret på (den hvide hætte, så Pjerrot ser skaldet ud). Så klistres næsen på med mastiks. Ansigt og hals smøres ind i fedtsminke, og derefter bankes kridt ind med en gammel strømpe, rullet sammen til en bold. De sorte øjenbryn og de røde læber er kogende varm sminke, smurt på med en pensel. Den sminke er meget hård ved huden. 

## Galleri
- Pjerrots udseende omkring 1600
- Pjerrots udseende omkring 1846